# Straßegg
Das Straßegg (früher auch Zuckenhut) ist ein 1163 m ü. A. (lt. Schild auf der Passhöhe 1170 m ü. A.) hoher Gebirgspass in der Steiermark in den Fischbacher Alpen. Er verbindet das Murtal bei Pernegg über Breitenau am Hochlantsch mit dem Feistritztal bei Birkfeld über Gasen. Auf der Passhöhe befindet sich das Gasthaus Strasseggwirt, ein bereits seit 1851 ursprünglich als Almgasthaus betriebener Gasthof.
Zwei österreichische Weitwanderwege, der Mariazeller Weg und der Zentralalpenweg führen in Nord-Süd-Richtung über den Pass. Sowohl am Gasthaus als auf der gegenüberliegenden Seite erinnern zahlreiche Kreuze und Plaketten an viele Fußwallfahrten.

## Bergbau
Am Straßegg wurde bereits ab 1050 Bergbau auf Gold betrieben. In den weiteren Jahrhunderten folgten Silber, Bleiglanz und Arsen. Dafür wurde ein fahrbarer Weg über das Straßegg in die Gasen angelegt.
Nördlich und nordöstlich der Passhöhe befinden sich auf einem Gebiet von rund 1,2 km Länge und einige hundert Metern Breite die Überreste (Pingen und Halden) dieses aufgelassenen Arsen- und Goldabbaus. Die Erzführung der Lagerstätte besteht aus Arsenopyrit, Galenit, Pyrit und Fahlerz, eingebettet in schieferungsparallelen Quarz-/Karbonatgängen in phyllitischen Metavulkaniten. Die hier geförderten Mengen an Gold, Silber, Blei und vor allem Arsen machten den Bergbau am Zuckenhut vom ausgehenden 15. Jahrhundert bis zur Mitte des 16. Jahrhunderts zu einem der bedeutendsten Bergwerke der Ostalpen. Die Arsenikproduktion lässt sich aufgrund fehlender Quellen bisher nur archäologisch bis in die zweite Hälfte des 19. Jahrhunderts nachweisen.
2007 führte das Bundesdenkmalamt archäologische Untersuchungen an einer Anlage zur Herstellung von Arsenikalien durch. Die Anlage wurde beim Forstwegebau unterhalb der ehemaligen Gruben angeschnitten. Es konnten Teile eines Sublimierofens zur pyrotechnischen Gewinnung von künstlichen Arsensulfiden und die Reste eines Holzbeckens zur nasschemischen Fällung oder Reinigung von künstlichen Arsensulfiden ergraben werden.
Der Künstler K.-J. Trinkl hat auf der Passhöhe und ihrer Umgebung zur Erinnerung an den Arsenbergbau ein Kunstwerk geschaffen.

## Motorsport
Im August 2003 fand ein 1. Internationales Bergrennen Breitenau-Straßegg auf der Westseite statt.
Auf der Ostseite fand 2017 zum ersten Mal die Bergrallye Gasen-Strassegg statt.

## Bilder

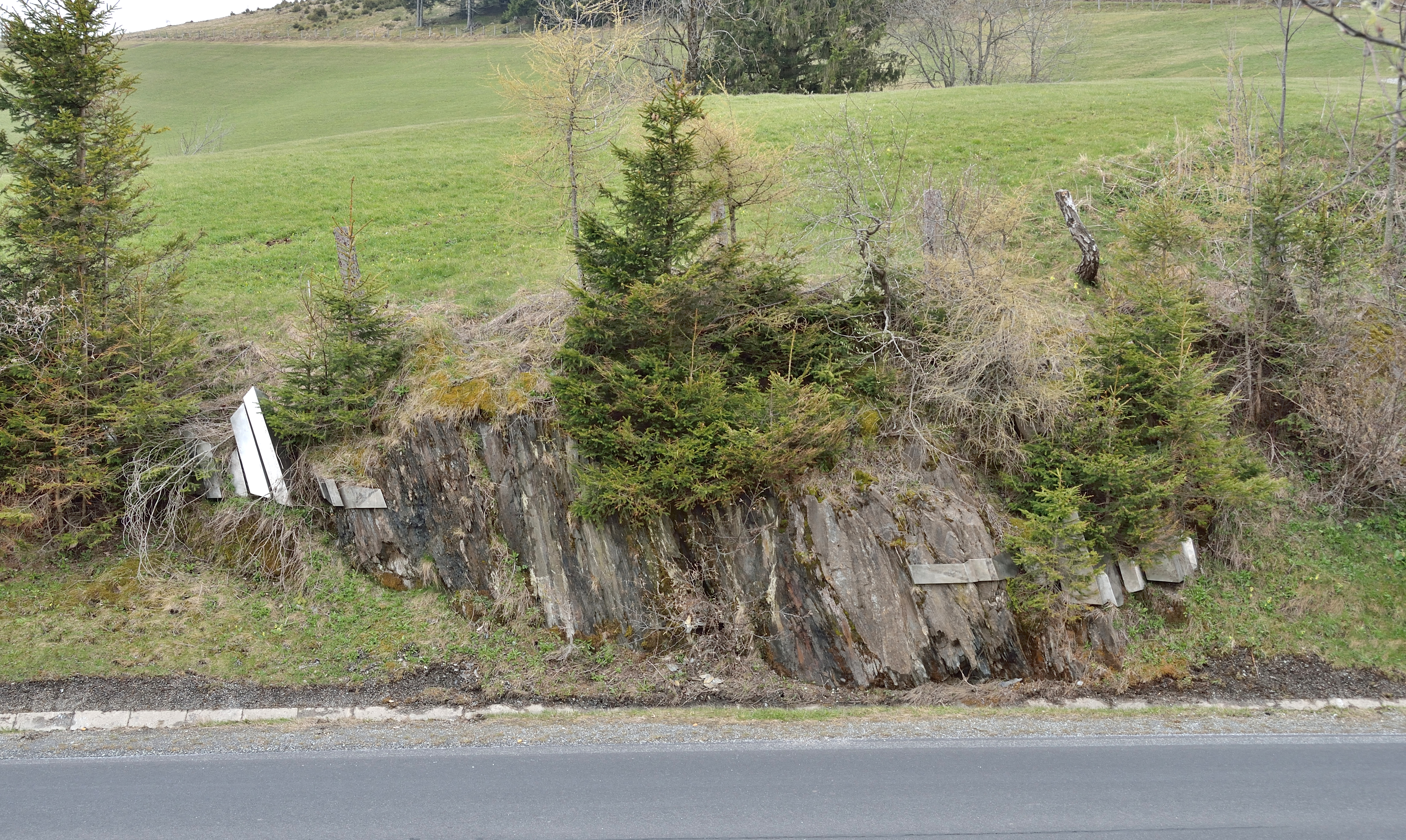
Kunstwerk von K.-J. Trinkl auf der Passhöhe zur Erinnerung an den Arsenbergbau
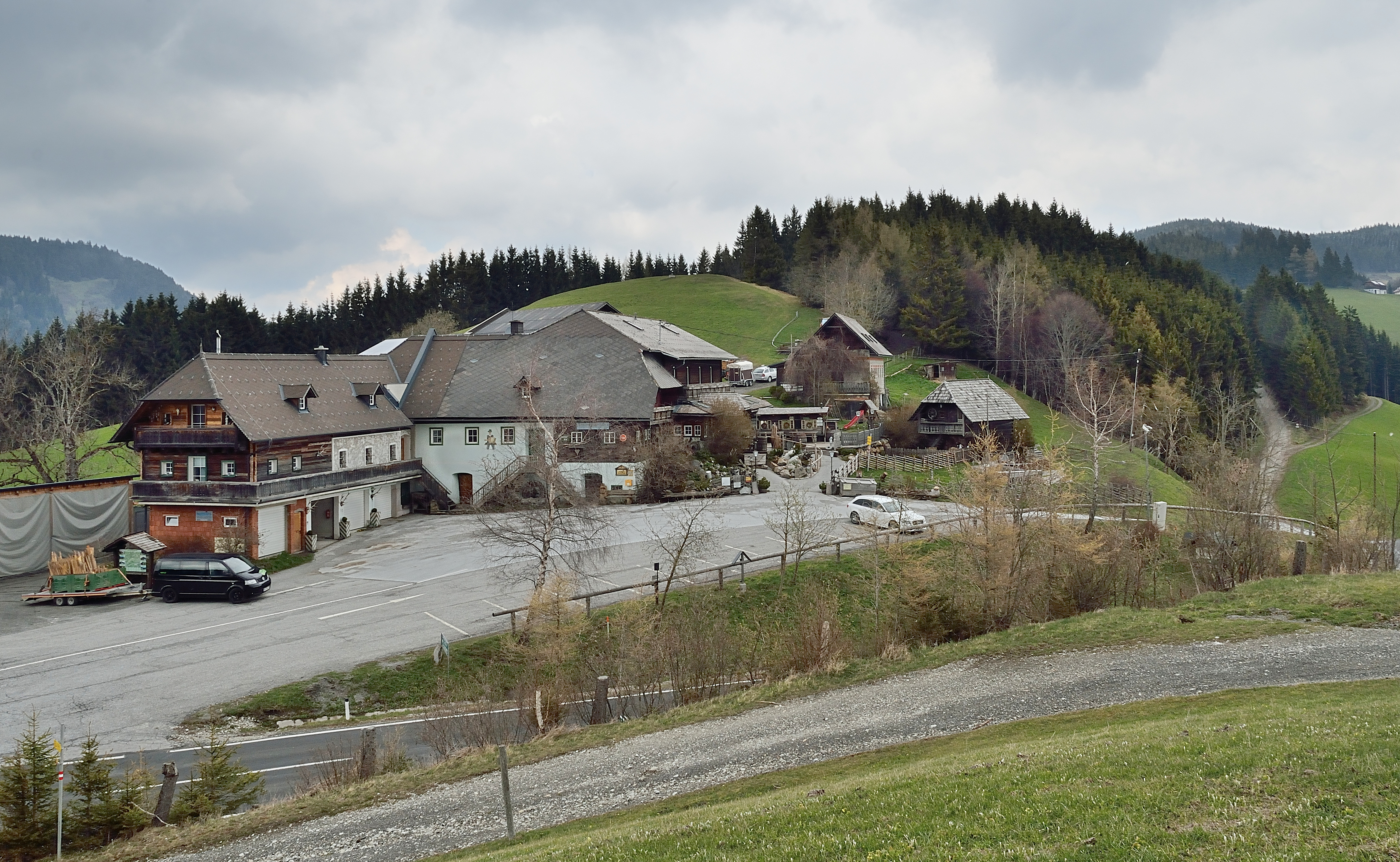
Strasseggwirt
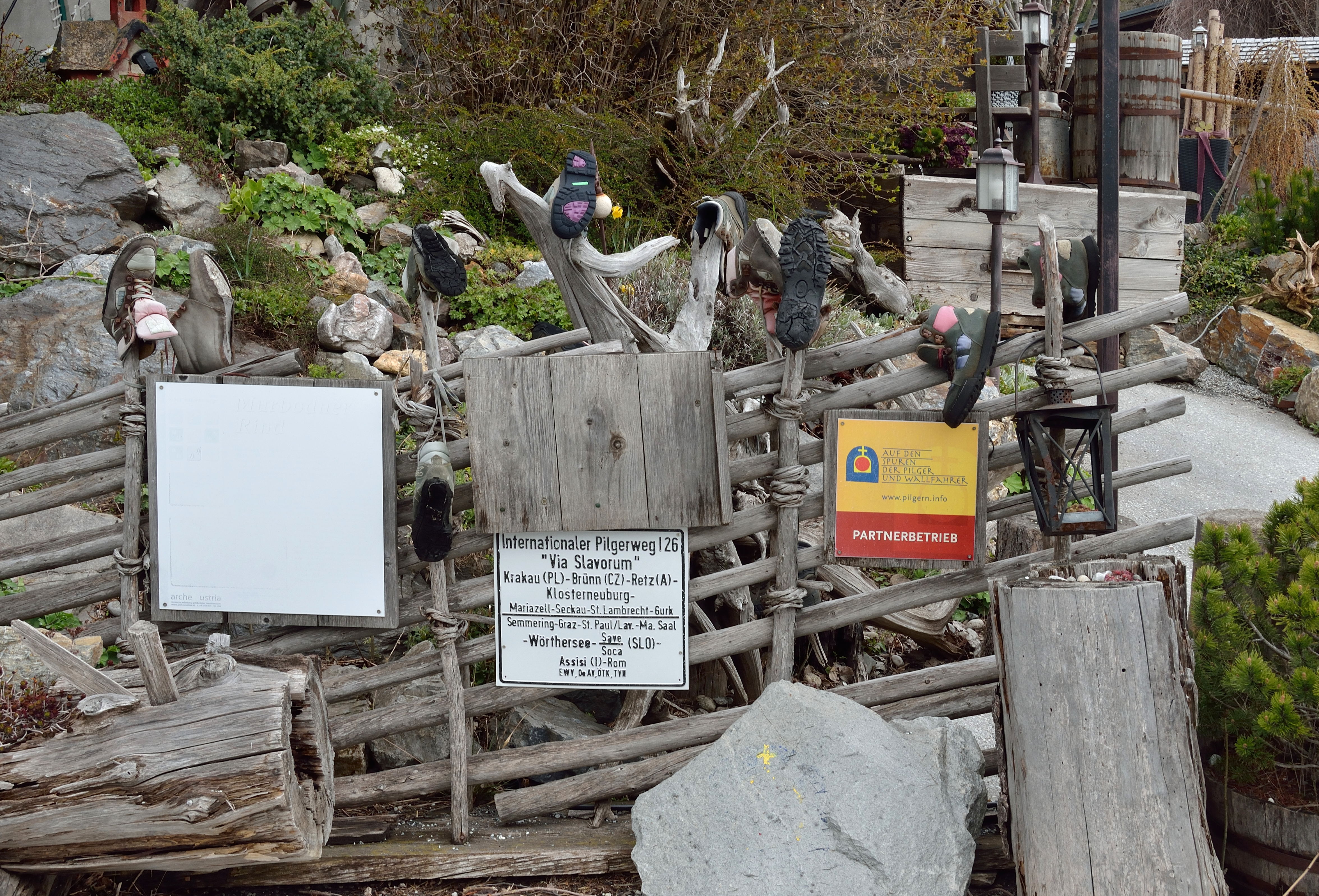
Pilgerweg am Wirtshaus
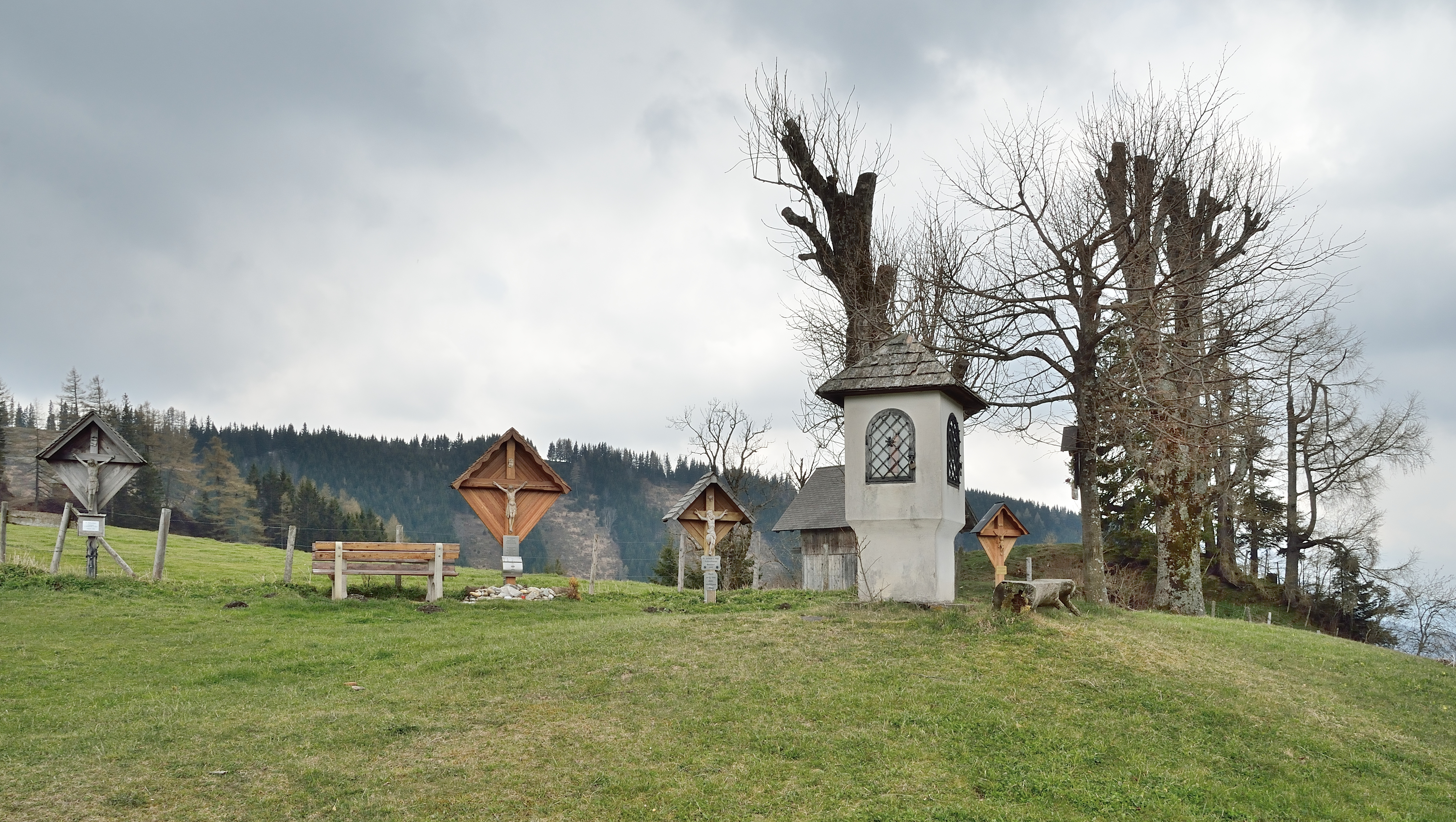
Kreuze und Marterl